# Bahnstrecke Marktoberdorf–Lechbruck
| |                      |                                       |                                       |
| Streckennummer (DB): | 5442                 |                                       |                                       |
| Kursbuchstrecke (DB): | 406                  |                                       |                                       |
| Kursbuchstrecke: | 404s (1946)          |                                       |                                       |
| Streckenlänge: | 22,29 km             |                                       |                                       |
| Spurweite: | 1435 mm (Normalspur) |                                       |                                       |
| |                      |                                       |                                       |
| \| \| \| von Biessenhofen \| \| \| \| 0,00 \| Marktoberdorf \| Marktoberdorf \| \| \| \| nach Füssen \| \| \| \| 4,17 \| Rieder \| Rieder \| \| \| 5,20 \| Reichenbach \| Reichenbach \| \| \| 5,69 \| Osterried \| Osterried \| \| \| 7,24 \| Stötten a Auerberg \| Stötten a Auerberg \| \| \| 7,80 \| Geltnach \| Geltnach \| \| \| 9,85 \| Anschluss Torfwerk Nagler (1920–1963) \| Anschluss Torfwerk Nagler (1920–1963) \| \| \| 10,27 \| Heggen \| Heggen \| \| \| 10,90 \| Kropersbach \| Kropersbach \| \| \| 11,98 \| Steinbach (Allgäu) \| Steinbach (Allgäu) \| \| \| 14,63 \| Freßlesreute \| Freßlesreute \| \| \| 16,40 \| Roßhaupten \| Roßhaupten \| \| \| 17,50 \| Gruberbach \| Gruberbach \| \| \| 18,62 \| Sameister \| Sameister \| \| \| 20,50 \| Gruberbach \| Gruberbach \| \| \| 22,10 \| Gruberbach \| Gruberbach \| \| \| 22,29 \| Lechbruck \| Lechbruck \| \| \| \| \| \| \| Quellen: [1] \| \| \| \| |                      |                                       |                                       |
| Strecke |                      | von Biessenhofen                      | von Biessenhofen                      |
| Bahnhof | 0,00                 | Marktoberdorf                         | Marktoberdorf                         |
| Abzweig ehemals geradeaus und nach rechts |                      | nach Füssen                           | nach Füssen                           |
| Bahnhof (Strecke außer Betrieb) | 4,17                 | Rieder                                | Rieder                                |
| Brücke über Wasserlauf (Strecke außer Betrieb) | 5,20                 | Reichenbach                           | Reichenbach                           |
| Haltepunkt / Haltestelle (Strecke außer Betrieb) | 5,69                 | Osterried                             | Osterried                             |
| Bahnhof (Strecke außer Betrieb) | 7,24                 | Stötten a Auerberg                    | Stötten a Auerberg                    |
| Brücke über Wasserlauf (Strecke außer Betrieb) | 7,80                 | Geltnach                              | Geltnach                              |
| Abzweig geradeaus und nach rechts (Strecke außer Betrieb) | 9,85                 | Anschluss Torfwerk Nagler (1920–1963) | Anschluss Torfwerk Nagler (1920–1963) |
| Haltepunkt / Haltestelle (Strecke außer Betrieb) | 10,27                | Heggen                                | Heggen                                |
| Brücke über Wasserlauf (Strecke außer Betrieb) | 10,90                | Kropersbach                           | Kropersbach                           |
| Bahnhof (Strecke außer Betrieb) | 11,98                | Steinbach (Allgäu)                    | Steinbach (Allgäu)                    |
| Haltepunkt / Haltestelle (Strecke außer Betrieb) | 14,63                | Freßlesreute                          | Freßlesreute                          |
| Bahnhof (Strecke außer Betrieb) | 16,40                | Roßhaupten                            | Roßhaupten                            |
| Brücke über Wasserlauf (Strecke außer Betrieb) | 17,50                | Gruberbach                            | Gruberbach                            |
| Haltepunkt / Haltestelle (Strecke außer Betrieb) | 18,62                | Sameister                             | Sameister                             |
| Brücke über Wasserlauf (Strecke außer Betrieb) | 20,50                | Gruberbach                            | Gruberbach                            |
| Brücke über Wasserlauf (Strecke außer Betrieb) | 22,10                | Gruberbach                            | Gruberbach                            |
| Kopfbahnhof Streckenende (Strecke außer Betrieb) | 22,29                | Lechbruck                             | Lechbruck                             |
| |                      |                                       |                                       |
| Quellen: |                      |                                       |                                       |

Die  Bahnstrecke Marktoberdorf–Lechbruck war eine 22,29 Kilometer lange Nebenbahn in Bayern. Sie verband Marktoberdorf mit Lechbruck im Landkreis Ostallgäu.

## Vorgeschichte und Bau
Die Strecke wurde gebaut, um das Ostallgäu um Lechbruck besser zu erschließen und wurde am 1. Juli 1899 von den Königlich Bayerischen Staats-Eisenbahnen eröffnet. Es war geplant, von Altenau bei Unterammergau über Reuten und Steingaden nach Lechbruck eine Strecke zu bauen, von Lechbruck sollte die Strecke nach Füssen weiterführen. Eine Lokalbahn von Schongau nach Lechbruck hatten die Gemeinden Fronreiten, Urspring und Lauterbach beim bayerischen Staatsministerium beantragt. Die Bezirksregierung erkannte am 10. Dezember 1891 aufgrund einer weiteren Petition das Bedürfnis zur Weiterführung der Lokalbahn Landsberg am Lech–Schongau nach Lechbruck an. Dann kam jedoch eine andere Variante ins Spiel, und zwar die von Marktoberdorf nach Lechbruck. Nur diese wurde schließlich auch ausgeführt.

## Strecke
Die Strecke verließ den Bahnhof Marktoberdorf in südliche Richtung und beschrieb anschließend eine Kurve nach Osten, um danach wieder in südliche Richtung zu führen. Zwischenstationen existierten in Rieder, Osterried, Stötten am Auerberg, Heggen, Steinbach, Freßlesreute und Sameister. Roßhaupten war ursprünglich nur ein Haltepunkt, wurde dann aber zum Bahnhof aufgewertet, um Materialtransporte für den Bau der Forggensee-Talsperre zu ermöglichen. Später wurde Roßhaupten auch genutzt, um den Schienen-Straßen-Omnibus umzusetzen. Alle Anlagen existieren heute nicht mehr. Ferner besaß auch das Torfwerk Nagler zwischen Stötten und Heggen ein Anschlussgleis. Lechbruck war der Endbahnhof und besaß auch einen Lokschuppen. Typisch für die Strecke waren zahlreiche kleinere Brücken, insgesamt gab es 13 Brücken und 74 Bahnübergänge. Die maximale Steigung war 2 %.

## Schienen-Straßen-Omnibus
Auf dieser Strecke kam mit dem sogenannten Schienen-Straßen-Omnibus ein besonderes Triebfahrzeug zum Einsatz. Dieser verband in den Jahren 1954 bis 1958 einmal täglich Augsburg mit Füssen. Er fuhr auf der Straße von Augsburg über Bad Wörishofen nach Pforzen. Von dort ging es auf der Schiene über Kaufbeuren und Marktoberdorf nach Roßhaupten weiter und schließlich wieder auf der Straße nach Füssen.

## Stilllegung und Relikte
Der Personenverkehr auf dem Abschnitt Marktoberdorf–Lechbruck wurde am 26. Mai 1963 eingestellt. Der Güterverkehr folgte am 30. November 1970. Eine Besonderheit ist aber, dass es zwischen Stötten und Lechbruck noch bis zum 23. Februar 1971 Bedienungsfahrten gab. Diese wurden schließlich zwischen Marktoberdorf und Stötten am 1. März 1971 eingestellt. Die Strecke wurde von Februar bis April 1974 abgebaut. Fast alle Brücken sind noch erhalten und werden von einem 1979 angelegten Bahntrassenradweg genutzt, der heute Teil der Dampflokrunde ist. Nur die Ausfahrt aus Marktoberdorf ist nicht mehr zu erkennen, weil sie überbaut worden ist. Danach führt die Strecke meist in enger Lage zur Straße. Das ehemalige Empfangsgebäude von Steinbach (Allgäu) und der ehemalige Lokschuppen von Lechbruck sind erhalten geblieben.

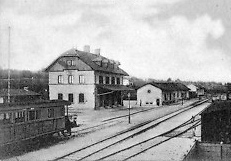
Bahnhof Lechbruck um 1908
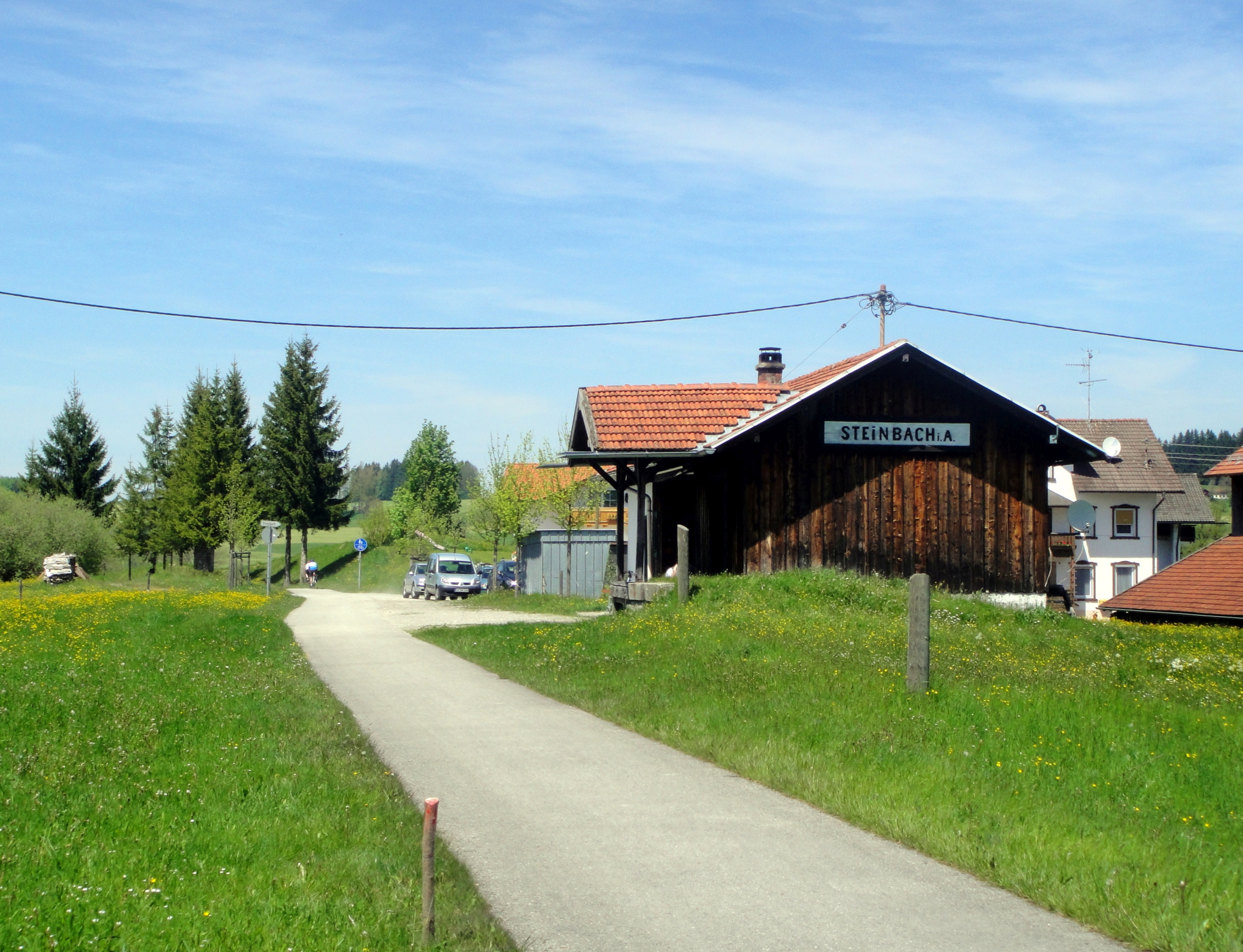
Ehemaliges Empfangsgebäude von Steinbach (Allgäu)